# Castello di Hiroshima
Il castello di Hiroshima (広島城?, Hiroshima-jō), chiamato anche Castello della carpa (鯉城?, Rijō), è un castello giapponese situato nell'omonima città giapponese.
Fu la dimora del daimyō (signore feudale) dell'Hiroshima han (feudo). Il castello fu costruito tra il 1589 e il 1599, ma venne distrutto dall'esplosione della bomba atomica il 6 agosto 1945. Fu ricostruito nel 1958 come replica dell'originale. Ospita un museo della storia di Hiroshima prima della seconda guerra mondiale.